# Пясти-Малі
Пясти-Малі (пол. Piasty Małe) — село в Польщі, у гміні Гурово-Ілавецьке Бартошицького повіту Вармінсько-Мазурського воєводства.